# Torneo WTA de Bogotá 2017
El Copa Colsanitas 2017 fue un evento de tenis WTA International en la rama femenina. Se disputó en Bogotá (Colombia), en el complejo del Club Campestre El Rancho, en canchas de tierra batida al aire libre, entre el 10 y el 16 de abril de 2017 en los cuadros principales femeninos. La etapa de clasificación se disputó desde el 8 de abril.

## Cabezas de serie

### Individuales femeninos
| Tenista               | Ranking | Preclasificada |
| Kiki Bertens          | 21      | 1              |
| Kateřina Siniaková    | 36      | 2              |
| Johanna Larsson       | 57      | 3              |
| Lara Arruabarrena     | 65      | 4              |
| Magda Linette         | 83      | 5              |
| Patricia Maria Țig    | 85      | 6              |
| Ekaterina Alexandrova | 86      | 7              |
| Maria Sakkari         | 91      | 8              |

- Ranking del 3 de abril de 2017

### Dobles femeninos
| Tenista                              | Ranking | Preclasificada |
| Aleksandra Krunić Kateřina Siniaková | 66      | 1              |
| Natela Dzalamidze Tatjana Maria      | 157     | 2              |
| María Irigoyen Paula Kania           | 157     | 3              |
| Lara Arruabarrena Mariana Duque      | 219     | 4              |

## Campeonas

### Individuales femeninos
Francesca Schiavone venció a  Lara Arruabarrena por 6-4, 7-5

### Dobles femenino
Beatriz Haddad Maia /  Nadia Podoroska vencieron a  Verónica Cepede Royg /  Magda Linette por 6-3, 7-6(4)